# Condado de Luna (1462)
El condado de Luna es un título nobiliario leonés creado el 22 de febrero de 1462 por el rey Enrique IV de Castilla en favor de Diego Fernández de Quiñones, VI señor de Luna y su castillo, señor de Órbigo y de su valle, que era hijo de Pedro Suárez de Quiñones, V señor de Luna, y de su esposa Beatriz de Acuña.

## Denominación
Su denominación hace referencia a la comarca de Luna, en la provincia de León, aunque sus dominios llegaron a comprender una zona bastante más amplia de la montaña occidental leonesa.

## Antecedentes
El primer miembro de este linaje, que tiene su origen en Quiñones del Río en el reino de León, fue Pedro Álvarez que fue merino mayor de Asturias y recibió las villas de Urdiales del Páramo y Santa María del Páramo del rey Sancho IV de Castilla en 1285. Se casó con Violante Ponce de León, «iniciando así ese proceso de vinculaciones matrimoniales con otros linajes influyentes en el reino», con quien tuvo a Suero Pérez de Quiñones quien, en 1353, recibió del rey Pedro I de Castilla, el señorío y gobierno de Barrientos y Posadilla, así como la tenencia del castillo de Trascastro de Luna y fue nombrado guarda mayor y después adelantado de León y de Asturias en 1360. Posteriormente, Suero abandonó las filas petristas y apoyó el bando del infante Enrique, después Enrique II, de quien recibió nuevos cargos y mercedes. Falleció en 1367 en la batalla de Nájera.

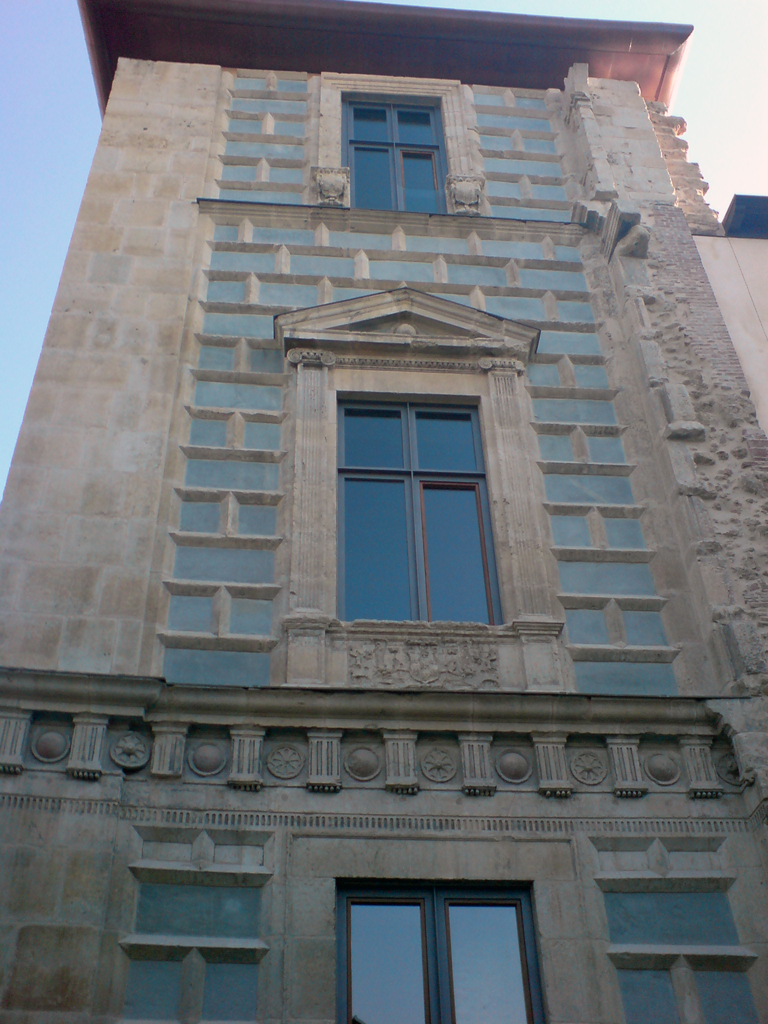
Torreón del Palacio del Conde Luna en la ciudad de León.

Suero Pérez de Quiñones y su esposa María Fernández de Mendoza fueron los padres de Pedro y Leonor Suárez de Quiñones y de Ares Pérez de Quiñones, este último, señor de Alcedo. Pedro, el primogénito, incrementó su patrimonio y dominios gracias a su apoyo a la causa trastámara y las compras realizadas de tierras y propiedades en tierras leonesas. Fue adelantado mayor de León y de Asturias y notario mayor de Castilla. Falleció en 1402 sin descendencia de su esposa Juana González de Bazán. En su testamento, otorgado en 1398, dispuso que fuera su sobrino, Diego Fernández de Quiñones, hijo de su hermana Leonor y de su esposo el asturiano Diego Fernández Vigil de Aller, quien heredara el señorío «con tal que tome la voz, apellido y armas del solar de Quiñones». Pedro Suárez de Quiñones y su esposa Juana fueron los responsables de la construcción del palacio, llamado posteriormente el Palacio del Conde Luna, en la ciudad de León que fue ampliando después por Catalina Pimentel.
Diego Fernández de Quiñones, llamado «el de la buena fortuna», fue nombrado merino mayor de Asturias a la muerte de su tío por el rey Enrique III de Castilla. Contrajo matrimonio con María de Toledo de quien tuvo varios hijos y en 1440 obtuvo el privilegio regio que le permitió fundar cuatro mayorazgos a favor de sus hijos: Pedro, el primogénito; Suero, célebre por haber protagonizado el Paso honroso; Fernando (o Hernando, según las fuentes), de quien parte la rama Quiñones de Benavente; y Diego. Pedro Suárez de Quiñones casó con Beatriz de Acuña y tuvo varios hijos, entre ellos, a Diego Fernández de Quiñones, el primer conde de Luna.

## Condes de Luna
|                         | Titular                                                                    | Periodo                 |
| Creación por Enrique IV | Creación por Enrique IV                                                    | Creación por Enrique IV |
| ----------------------- | -------------------------------------------------------------------------- | ----------------------- |
| I                       | Diego Fernández de Quiñones                                                | 1462-1491               |
| II                      | Bernardino Fernández de Quiñones y Enríquez                                | 1491-1492               |
| III                     | Francisco Fernández de Quiñones y Osorio                                   | 1492-1529               |
| IV                      | Claudio Fernández de Quiñones y Mendoza                                    | 1529-1563               |
| V                       | Luis Fernández de Quiñones y Pimentel                                      | 1563-1568               |
| VI                      | Catalina Fernández de Quiñones y Cortés Zúñiga                             | 1568-1574               |
| VII                     | Antonio Alonso Pimentel y Vigil de Quiñones                                | 1574-1633               |
| VIII                    | Juan Francisco Alonso Pimentel y Ponce de León                             | 1633-1652               |
| IX                      | Antonio Alonso Pimentel de Quiñones y Herrera-Zúñiga                       | 1652-1677               |
| X                       | Gaspar Vigil de Quiñones Alonso Pimentel y Benavides                       | 1677-¿?                 |
| XI                      | Francisco Casimiro Pimentel de Quiñones y Benavides                        | ¿?-1709                 |
| XII                     | Francisco Alonso Pimentel                                                  | 1709-¿?                 |
| XIII                    | Antonio Francisco Pimentel de Zúñiga y Vigil de Quiñones                   | ¿?-1735                 |
| XIV                     | Manuel Pimentel de Borja y Vigil de Quiñones                               | ¿? -1735                |
| XV                      | Francisco Alonso Pimentel Vigil de Quiñones Borja y Aragón                 | 1735-1763               |
| XVI                     | María Josefa Alonso Pimentel Téllez-Girón de Borja y Centelles             | 1763-¿?                 |
| XVII                    | Bernardino Fernández de Velasco y Pimentel                                 | ¿?-1771                 |
| XVIII                   | María de la Portería Francisca Fernández de Velasco Tovar y Pacheco        | 1771-1796               |
| XIX                     | Diego Fernández de Velasco                                                 | 1796-1811               |
| XX                      | Bernardino Fernández de Velasco Pacheco y Téllez-Girón                     | 1811-1841               |
| XXI                     | Ana Valentina Fernández de Velasco y Roca de Togores                       | 1841-¿?                 |
| XXII                    | José María Bernardino Silverio Fernández de Velasco y Jaspe                | ¿?-¿?                   |
| XXIII                   | Bernardina María de la Presentación Fernández de Velasco y Roca de Togores | ¿?-1869                 |
| XXIV                    | María del Rosario Téllez-Girón y Fernández de Velasco                      | 1869-1896               |
| XXV                     | Inés Roca de Togores y Téllez-Girón                                        | 1896-1946               |
| XXVI                    | Pedro Alcántara Roca de Togores y Lafitte                                  | 1946-1976               |
| XXVII                   | Manuel Roca de Togores y Salinas                                           | 1979-2007               |
| XXVIII                  | Mencía Roca de Togores y Lora                                              | 2008-hoy                |

## Historia de los condes de Luna
- Diego Fernández de Quiñones (1455-León, 2 de noviembre de 1491), I conde de Luna, señor de Órbigo y su valle, merino mayor de Asturias y de León.[1]

Casó Juana Enríquez de Guzmán, hija de Enrique Enríquez de Mendoza, I conde de Alba de Liste, y de su esposa María de Guzmán. Le sucedió su hijo:
- Bernardino Fernández de Quiñones y Enríquez, II conde de Luna, merino mayor de León y Asturias.[1]

Casó en primeras nupcias con Mencía de la Vega (sin descendencia), y en segundas con Isabel Osorio. Le sucedió su hijo:
- Francisco Fernández de Quiñones y Osorio (m. Laguna de Negrillos, 1529), III conde de Luna, merino mayor de León y Asturias, asistente de Sevilla.[1]

Casó con María de Mendoza Manrique, hija del conde de Benavente. Le sucedió su hijo:
- Claudio Fernández de Quiñones y Mendoza (m. 1563), IV conde de Luna, merino mayor de León y Asturias, embajador de Felipe II ante el concilio de Trento.[1]

Casó en primeras nupcias con Catalina Pimentel y Velasco, hija de Alonso Pimentel, V conde y II duque de Benavente, y en segundas con Francisca de la Cueva, hija del III duque de Alburquerque. Le sucedió, de su primer matrimonio, su hijo:
- Luis Fernández de Quiñones y Pimentel, V conde de Luna, merino mayor de León y Asturias.[1]

Casó en primeras nupcias con María Cortés de Zúñiga, hija de Hernando Cortés, conquistador de México, y de Juana de Arellano, y en segundas con Francisca de Beaumont, hija de Luis de Beaumont y Manrique de Lara, IV condestable de Navarra, y su esposa Aldonza Folch de Cardona. Le sucedió, de su primer matrimonio, su hija:
- Catalina Fernández de Quiñones y Cortés, VI condesa de Luna.[13]

Casó en 1569 con Juan Alonso Pimentel Herrera, VIII conde y V duque de Benavente, VIII conde de Mayorga, III conde de Villalón. Le sucedió su hijo:
- Antonio Alonso Pimentel y Vigil de Quiñones (m. 4 de septiembre de 1633), VII conde de Luna, IX conde y VI duque de Benavente, IX conde de Mayorga, merino mayor de León y Asturias, mayordomo mayor de la reina Isabel de Borbón.[14] María Vigil de Quiñones, esposa del IV marqués de los Vélez, había pleitado sin éxito para quedarse con el condado y mayorazgo de Luna.[15]

Casó en primeras nupcias, el 25 de junio de 1595, con María Ponce de León, hija de Rodrigo Ponce de León, III duque de Arcos, y su esposa Teresa de Zúñiga.
Casó en segundas nupcias el 20 de octubre de 1622 con Leonor Pimentel, dama de la reina Isabel de Francia e hija de Enrique Pimentel, I conde de Villada, III marqués de Távara, y su esposa Juana de Toledo Colonna. Sin sucesión de este matrimonio. Le sucedió, de su primer matrimonio, su hijo:
- Juan Francisco Alonso Pimentel y Ponce de León (m. 24 de diciembre de 1652), VIII conde de Luna, X conde y VII duque de Benavente, X conde de Mayorga, caballero de la Orden del Toisón de Oro, presidente del Consejo de Italia, miembro del Consejo de Estado, mayordomo mayor de la reina.[16]

Casó en primeras nupcias el 4 de enero de 1614 con Mencía de Zúñiga y Fajardo, hija de Luis Fajardo y Zúñiga, IV marqués de los Vélez y III conde de Molina, y de María Pimentel y Quiñones.
Casó en segundas nupcias el 17 de mayo de 1648 con Antonia de Mendoza y Orense, dama de la reina Mariana de Austria e hija de Antonio Gómez Manrique de Mendoza, V conde de Castrojeriz. Le sucedió su hijo:
- Antonio Alonso Pimentel de Quiñones y Herrera-Zúñiga (m. 22 de enero de 1677), IX conde de Luna, XI conde y VIII duque de Benavente, XI conde de Mayorga, trece de Santiago, alcaide de los alcázares de Soria, gentilhombre con ejercicio de la cámara del rey Felipe IV.[19][20]

Casó en primeras nupcias en 1637 con Isabel Francisca de Benavides y de la Cueva (m. 1653), IV marquesa de Villarreal de Purullena, III marquesa de Jabalquinto, dama de la reina Isabel de Borbón.
Casó en segundas nupcias en 1658 con Sancha Centurión de Mendoza y Córdoba, hija de Adán Centurión de Córdoba, III marqués de Estepa, II marqués de Armunia, IV marqués de Laula, IV marqués de Monte Vay y IV marqués de Vivola, y de Leonor María Centurión, hija del III marqués de Armunia. Le sucedió, de su primer matrimonio, su hijo:
- Gaspar Vigil de Quiñones Alonso Pimentel y Benavides, X conde de Luna, XII conde de Mayorga, IV marqués de Jabalquinto, V marqués de Villarreal de Purullena.[19]

Casó en Madrid (Santa María de la Almudena) el 28 de noviembre de 1663 con Manuela de Haro y Guzmán, hija de Luis Méndez de Haro y Sotomayor, VI marqués del Carpio, II conde de Morente, V conde y III duque de Olivares, II marqués de Eliche, I duque de Montoro, y de Catalina Fernández de Córdoba y Aragón, hija del V duque de Segorbe. Sin descendientes. Le sucedió su hermano:
- Francisco Alonso Pimentel de Quiñones y Benavides (Madrid, 4 de marzo de 1655-15 de enero de 1709), XI conde de Luna, XII conde y IX duque de Benavente, XIII conde de Mayorga, V marqués de Jabalquinto, VI marqués de Villarreal de Purullena, gentilhombre de cámara y luego sumiller de corps del rey, alcaide perpetuo de Soria, caballero de la Orden de Santiago desde 1693 y comendador de Corral de Almaguer en dicha orden.[19][21]

Casó en primeras nupcias el 6 de julio de 1671 con María Antonia Ladrón de Guevara y Tassis (m. 1677), hija de Beltrán Vélez Ladrón de Guevara, I conde de Campo Real, y su esposa Catalina Vélez Ladrón de Guevara, IX condesa de Oñate, IV condesa de Villamediana.
Casó en segundas nupcias con Manuela de Zúñiga y Sarmiento, hija de Juan de Zúñiga, IX duque de Béjar etc., y de Teresa Sarmiento de la Cerda, de la casa ducal de Híjar. Le sucedió por cesión, de su primer matrimonio, su hijo:
- Francisco Alonso Pimentel, XII conde de Luna, XIV conde de Mayorga.[19]

Sin descendientes. Le sucedió, un hijo del segundo matrimonio de su padre, su hermanastro:
- Antonio Francisco Casimiro Alonso-Pimentel Vigil de Quiñones y Zúñiga (m. 1743), XIII conde de Luna, XIII conde y X duque de Benavente, VI marqués de Jabalquinto, VII marqués de Villarreal de Purullena, XV conde de Mayorga, XIII conde de Alba de Liste, VI conde de Villaflor, merino mayor de León y Asturias, alcaide mayor de Soria, gentilhombre de cámara del rey Carlos II.[26][25]

Casó en primeras nupcias el 10 de julio de 1695, en Gandía, con María Ignacia de Borja y Aragón, hija de Pascual de Borja y Centellas, X duque de Gandía, VII marqués de Lombay, XI conde de Oliva.
Casó en segundas nupcias, en 1715, con Marie Philippe de Hornes (m. 1725), hija del vizconde de Furnes. Sin descendientes. Le sucedió por cesión, de su primer matrimonio, su hijo:
- Manuel Pimentel de Borja y Vigil de Quiñones (1700-8 de mayo de 1735), XIV conde de Luna, XVI conde de Mayorga.[26]

Casó con María Teresa de Silva y Hurtado de Mendoza, hija de Juan de Dios de Silva y Mendoza, X duque del Infantado, XI marqués de Santillana, VI duque de Pastrana etc. Sin descendientes. Le sucedió su hermano, hijo del primer matrimonio de su padre:
- Francisco Alonso Pimentel Vigil de Quiñones Borja y Aragón (1707-9 de febrero de 1763), XV conde de Luna, XIV conde y XI duque de Benavente, X duque de Medina de Rioseco, XIII duque de Gandía, VII marqués de Jabalquinto, VIII marqués de Villarreal de Purullena, VII conde de Villaflor, XI marqués de Lombay, XIV conde de Alba de Liste, XVII conde de Mayorga, XII conde de Melgar, XIII conde de Oliva, II duque de Arión, merino mayor de León y de Asturias, comendador de Corral de Almaguer por la Orden de Santiago, capitán principal de una de las compañías de las guardias de Castilla, alcaide perpetuo de los alcázares de Soria y Zamora, alférez mayor, alguacil mayor, alcalde y escribano mayor de sacas de Zamora, caballero de la Orden de San Jenaro y gentilhombre de cámara del rey con ejercicio.[26][29]

Casó en primeras nupcias el 6 de mayo de 1731 con Francisca de Benavides y de la Cueva, hija de Manuel de Benavides y Aragón, V marqués de Solera, X conde y I duque de Santisteban del Puerto, X marqués de las Navas, X conde del Risco, XIII conde de Concentaina, y de Catalina de la Cueva, condesa de Castellar.
Casó en segundas nupcias el 20 de julio de 1738 con María Faustina Téllez-Girón y Pérez de Guzmán, hija de José María Téllez-Girón y Benavides, VII duque de Osuna, conde de Pinto etc., y de Francisca Pérez de Guzmán, hija del XII duque de Medina Sidonia. Le sucedió, de su segundo matrimonio, su hija:
- María Josefa Alonso Pimentel Téllez-Girón de Borja y Centelles (26 de noviembre de 1752-Madrid, 5 de octubre de 1834), XVI condesa de Luna, XV condesa y XII duquesa de Benavente, XIII duquesa de Béjar, III duquesa de Plasencia, XII duquesa de Arcos, XIV duquesa de Gandía, IX duquesa de Mandas y Villanueva, VIII marquesa de Jabalquinto, XIV marquesa de Gibraleón, IX marquesa de Terranova, XII marquesa de Lombay, XV marquesa de Zahara, XIX condesa de Mayorga, XIV condesa de Bañares, XVI condesa de Belalcázar, XIV condesa de Oliva, XI condesa de Mayalde, XIII condesa de Bailén, XII condesa de Casares, XVI vizcondesa de la Puebla de Alcocer, VI condesa de Villaflor, I duquesa de Monteagudo, I marquesa de Marchini, I condesa de Osilo, I condesa de Coguinas.[26]

Casó el 29 de diciembre de 1771 con su primo Pedro Alcántara Téllez-Girón y Pacheco, IX duque de Osuna etc. Le sucedió:
- Bernardino Fernández de Velasco y Pimentel (m. 1771), XVII conde de Luna, XI duque de Frías, XV conde de Haro, VII conde de Peñaranda de Bracamonte, X conde de Salazar de Velasco, IV vizconde de Sauquillo, XV conde de Alba de Liste, IV marqués de Cilleruelo.[32]

Casó en 1728 con María Josefa Pacheco y Téllez Girón. Le sucedió su hija:
- María de la Portería Francisca Fernández de Velasco Tovar y Pacheco (3 de noviembre de 1735-23 de mayo de 1796), XVIII condesa de Luna, VIII condesa de Peñaranda de Bracamonte, V vizcondesa de Sauquillo, VI marquesa del Fresno.[32]

Casó con su primo Andrés Manuel Alonso Téllez-Girón Pacheco y Toledo (m. 1789), VII duque de Uceda. Le sucedió un sobrino nieto de su tío Martín Fernández de Velasco y Pimentel (1729-1776):
- Diego Fernández de Velasco (Madrid, 8 de noviembre de 1754-París, 11 de febrero de 1811), XIX conde de Luna, VIII duque de Uceda, XIII duque de Frías, XIII duque de Escalona, X marqués de Frómista, VIII marqués de Belmonte, VIII marqués de Caracena, XIII marqués de Berlanga, IX marqués de Toral, VI marqués de Cilleruelo, XII marqués de Jarandilla, XIII marqués de Villena, VIII conde de Pinto, VII marqués del Fresno, X marqués de Frechilla y Villarramiel, X marqués del Villar de Grajanejos, XVII conde de Haro, XVII conde de Castilnovo, XVII conde de Alba de Liste, VII conde de la Puebla de Montalbán, IX conde de Peñaranda de Bracamonte, XV conde de Fuensalida, IX conde de Colmenar de Oreja, XV conde de Oropesa, XIV conde de Alcaudete, XIV conde de Deleytosa, XII conde de Salazar de Velasco, caballero de la Orden del Toisón de Oro y de la Orden de Santiago.[32]

Casó el 17 de julio de 1780, en Madrid, con Francisca de Paula de Benavides y Fernández de Córdoba (1757-1827), hija de Antonio de Benavides y de la Cueva, II duque de Santisteban del Puerto etc. Le sucedió su hijo:
- Bernardino Fernández de Velasco Pacheco y Téllez-Girón (20 de junio de 1783-28 de mayo de 1851), XX conde de Luna, IX duque de Uceda, XIV duque de Frías, XIV duque de Escalona, IX marqués de Belmonte, XI marqués de Frómista, IX marqués de Caracena, XIV marqués de Berlanga, X marqués de Toral, XIV marqués de Villena, IX conde de Pinto, VIII marqués del Fresno, XIII marqués de Jarandilla, XI marqués de Frechilla y Villarramiel, XI marqués del Villar de Grajanejos, XVIII conde de Haro, XVIII conde de Castilnovo, XIII conde de Salazar de Velasco, XVIII conde de Alba de Liste, VIII conde de la Puebla de Montalbán, X conde de Peñaranda de Bracamonte, XVI conde de Fuensalida, X conde de Colmenar de Oreja, XVI conde de Oropesa, XV conde de Alcaudete, XV conde de Deleytosa, caballero del Toisón de Oro y de la Orden de Calatrava, embajador en Londres, consejero de Estado durante el trienio constitucional (1820-1823), enviado a París en 1834 como representante especial en la negociación y firma de la cuádruple alianza, presidente del gobierno (1838).[33]

Casó en primeras nupcias en 1802 con María Ana Teresa de Silva Bazán y Waldstein (m. 1805), hija de José Joaquín de Silva Bazán y Sarmiento, IX marqués de Santa Cruz, X marqués del Viso, VII y último marqués de Bayona, VI marqués de Arcicóllar, conde de Montauto, y conde de Pie de Concha. Sin descendientes de este matrimonio.
Casó en segundas nupcias con María de la Piedad Roca de Togores y Valcárcel (1787-1830), hija de Juan Nepomuceno Roca de Togores y Scorcia, I conde de Pinohermoso, XIII barón de Riudoms.
Casó en terceras nupcias (matrimonio desigual, post festam, legitimando la unión de hecho) con Ana Jaspe y Macías (m. 1863). En 1841 le sucedió, por cesión, su hija:
- Ana Valentina Fernández de Velasco y Roca de Togores, XXI condesa de Luna, XI condesa de Peñaranda de Bracamonte.[36]

Le sucedió su hermano:
- José María Bernardino Silverio Fernández de Velasco y Jaspe (París, 20 de junio de 1836-20 de mayo de 1888), XXII conde de Luna, XV duque de Frías, XX conde de Haro, XVII conde de Fuensalida, XVII conde de Oropesa, X marqués de Belmonte, XV marqués de Berlanga, XI marqués de Toral, X marqués de Caracena, IX marqués del Fresno, XII marqués de Frómista, XII marqués de Frechilla y Villamarriel, XIV marqués de Jarandilla, XII marqués de Villar de Grajanejos, XVI conde de Alcaudete, XVI conde de Deleytosa, XIV conde de Salazar de Velasco, XI conde de Colmenar de Oreja, caballero de la Real Maestranza de Sevilla, XII conde de Peñaranda de Bracamonte.[36]

Casó en primeras nupcias en 1864 con Victoria Balfe (1837-1871), cantante de ópera, y en segundas nupcias, en 1880, con María del Carmen Pignatelli de Aragón y Padilla (n. 1855). Le sucedió, por cesión, su hermana:
- Bernardina María de la Presentación Fernández de Velasco y Roca de Togores (1815-1869), XXIII condesa de Luna, X duquesa de Uceda, X condesa de Pinto, XIII condesa de Peñaranda de Bracamonte.[36]

Casó en 1838 con Tirso María Téllez-Girón y Fernández de Santillán (1817-1871). Le sucedió su hija:
- María del Rosario Téllez-Girón y Fernández de Velasco (23 de septiembre de 1840-Madrid, 15 de febrero de 1896), XXIV condesa de Luna, XVI duquesa de Béjar, XIV marquesa de Peñafiel, XVII marquesa de Gibraleón, XVIII condesa de Melgar, XVII condesa de Oliva, XIX vizcondesa de la Puebla de Alcocer, dama de la reina regente María Cristina, dama de la Orden de María Luisa (1878).[37]

Casó el 30 de junio de 1859, en Alicante, con Luis Manuel Roca de Togores y Roca de Togores (1837-1901), I marqués de Asprillas, hijo de Mariano Roca de Togores y Carrasco, I marqués de Molins y vizconde de Rocamora, y de María Teresa Roca de Togores y Alburquerque. Le sucedió su hija:
- Inés Roca de Togores y Téllez-Girón (Orihuela, 4 de octubre de 1872-Madrid, 13 de mayo de 1946), XXV condesa de Luna.[37]

Casó el 30 de noviembre de 1911, en Madrid, con Ramón Noguera y Acuavera (n. 1871), Gran Cruz de Isabel la Católica, quien fuera hijo de Lorenzo Vicente de Noguera y Sotolongo, III marqués de Cáceres, y de Ederia Acuavera y Arahuete. Sin descendientes. Le sucedió un nieto de su hermano Luis Roca de Togores y Téllez de Girón (1865-1940):
- Pedro Alcántara Roca de Togores y Lafitte (11 de junio de 1917-Castilleja de la Cuesta, Sevilla, 1976), XXVI conde de Luna, XIX duque de Béjar, XXII vizconde de la Puebla de Alcocer.[40]

Casó el 24 de mayo de 1943, en Sevilla, con María de la Concepción Salinas y Benjumea (1916-1996). Le sucedió su segundo hijo:
- Manuel Roca de Togores y Salinas (m. 30 de noviembre de 2007), XXVII conde de Luna, Gran Cruz del Mérito Naval (2003).[40]

Casó con Cristina de Lora y Márquez, hija de José María de Lora y Moreno, VIII conde de Colchado, y su esposa María Cristina Márquez y Patiño. Le sucedió su hija:
- Mencía Roca de Togores y Lora,  XXVIII condesa de Luna.[42]

Casó el 10 de septiembre de 2005, en Sevilla, con Jaime de la Rosa y Misol.